# Euphorbia cuneata
Euphorbia cuneata là một loài thực vật có hoa trong họ Đại kích. Loài này được Vahl mô tả khoa học đầu tiên năm 1791.

## Hình ảnh

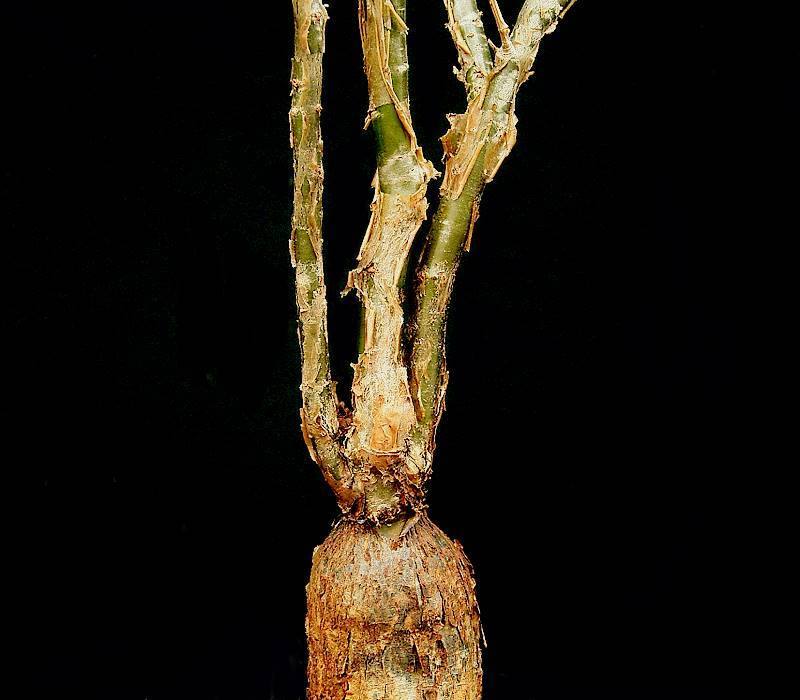